# Катастрофа Г-2 под Алма-Атой
Катастрофа Г-2 под Алма-Атой — авиационное происшествие с человеческими жертвами (авиационная катастрофа), произошедшая с самолётом Г-2 (грузопассажирская версия самолёта АНТ-6) компании Аэрофлот в окрестностях Алма-Аты 26 декабря 1941 года. В результате катастрофы погибли 26 человек, в том числе ряд руководителей Казахской ССР. Первая задокументированная авиакатастрофа на территории Казахстана.

## Самолёт
Г-2 являлся грузопассажирской версией гражданского четырёхмоторного самолёта АНТ-6, который в свою очередь был создан путём переделки бомбардировщика ТБ-3, созданного под руководством А. Н. Туполева. Самолёт Г-2 с бортовым номером СССР-Л3043 (заводской — 22182) был построен в 1939 году и вскоре передан Казахскому территориальному управлению гражданского воздушного флота.

## Катастрофа
На самолёте должны были лететь две бригады ЦК партии, которые направлялись по заданию ЦК в командировку в Акмолинскую и Кустанайскую области. Пилотировали его командир (КВС) пилот второго класса А. И. Соловьёв (налёт 4256 часов, в том числе 177 часов на Г-2) и второй пилот Г. С. Тупчий, который был поставлен на данный рейс по заданию начальства, хотя не имел никакого лётного опыта на Г-2 и потому сидел в кабине в качестве пассажира. Всего же на борту находились 34 человека, в баки было заправлено 3200 килограмм топлива. Взлётный вес при этом был превышен примерно на тонну.
Согласно выданному прогнозу погоды, в районе Баканаса должен был начаться туман, однако на самом деле туман начинался уже в районе Алма-Аты. Однако начальник управления гражданского воздушного флота А. Я. Гатушкин принял решение о взлёте. Начальник аэропорта В. А. Кудинов в данном случае проявил расхлябанность и не стал требовать отмены рейса.
После вылета из аэропорта самолёт поначалу летел на высоте 100—150 метров, при этом, по свидетельствам выживших пассажиров, отмечалась сильная болтанка. Затем экипаж начал выполнять левый разворот. Но в этот момент самолёт начал терять высоту, после чего коснулся левой консолью крыла земной поверхности и столкнулся с ней. После чего находящиеся в баках две с лишним тонны топлива воспламенились, вызвав пожар, уничтоживший самолёт. Всего в катастрофе выжили только 8 сидящих в хвосте пассажиров, которых выкинуло наружу в момент удара. Все остальные 26 человек, в том числе и оба пилота, погибли.

## Известные пассажиры[2]
1. Климентьев, Иван Семенович — 1-й заместитель председателя СНК Казахской ССР, кандидат в члены Бюро ЦК КП(б) Казахстана.
2. Бузурбаев, Габдулла Уразбаевич — секретарь ЦК КП(б) Казахстана;
3. Байманов, Калдыбай — секретарь президиума Верховного Совета КазССР;
4. А. Кадырбеков — нарком совхозов;
5. Попов, Дмитрий Валерьянович — нарком автотранспорта;
6. Н. А. Табунов и И. Досанов — инструкторы ЦК;
7. Ф. И. Дедус — лектор ЦК;
8. Е. О. Нечай — замнаркома мясомолпрома;
9. А. В. Нарышкин — заместитель председателя Карагандинского облисполкома;
10. Жармагамбетов — секретарь Акмолинского обкома комсомола.

## Расследование
Как показало заключение технической экспертизы, самолёт до столкновения с землёй был полностью исправен, хотя и перегружен почти на тонну. В то же время было отмечено, что командир экипажа Соловьёв не имел необходимого опыта полётов в сильный туман («вслепую»), по приборам, а второй пилот Тупчий вообще не имел опыта полётов на данном типе самолётов. Ещё одной причиной стал неоправдавшийся метеорологический прогноз по маршруту полёта. Главным виновником катастрофы был назван начальник управления ГВФ Гатушкин, который лично готовил и выпускал экипаж в полёт, хотя не имел на это права. Также обвинён был и начальник Алма-Атинского аэропорта Кудинов, который не настоял на отмене рейса. Что касается старшего диспетчера Ф. С. Листовничего, то неясно, почему он был допущен к работе, так как находился в отпуске по состоянию здоровья после возвращения с фронта.
Из выводов комиссии от 30 декабря 1941 года:
1. С выводами комиссии о причинах воздушной катастрофы самолёта Г-2, происшедшей 26 декабря 1941 г., согласиться.
2. За выпуск с аэродрома самолёта Г-2 в заведомо нелётную погоду и за преступно-халатное отношение к подбору экипажа начальника Казахского управления ГВФ Гатушкина и диспетчера Алма-Атинского аэропорта Листовничего с работы снять.
3. Принять к сведению заявление наркома внутренних дел КазССР т. Бабкина о том, что конкретный виновник катастрофы Гатушкин заключён под стражу и находится под следствием.

## Последствия
Решением коллегии Верховного суда КазССР в августе 1942 года начальник управления ГВФ А. Я. Гатушкин и начальник аэропорта В. А. Кудинов были приговорены к лишению свободы на 10 и 6 лет соответственно, при этом Гатушкин был исключён из партии ВКП(б). Однако в декабре того же года Верховный Суд СССР их оправдал, а Гатушкину впоследствии восстановили членство в партии. Старший диспетчер Ф. С. Листовничий получил строгий выговор с предупреждением по партийной линии.
Семьи погибших получили единовременные пособия и им определили пенсии. Сами погибшие в катастрофе были захоронены 28 декабря в братской могиле на Алма-Атинском Центральном кладбище. Впоследствии могила была обнесена литой оградой и установлен памятник.